# Клошмерль
«Клошме́рль» (фр. Clochemerle) — сатирический роман французского писателя Габриэля Шевалье, впервые вышедший в 1934 году. С тех пор роман выдержал многочисленные переиздания общим тиражом в несколько миллионов экземпляров и был переведён на 26 языков. Слово clochemerle вошло во французский язык в качестве нарицательного в значении большого конфликта по глупому, незначительному поводу.

## Сюжет
Действие романа происходит в выдуманной французской деревушке Клошмерль-ан-Божоле. Мэр деревушки решает установить на главной площади рядом с церковью общественный писсуар. Неожиданно такая мелочь раскалывает общество сначала в Клошмерле, а затем и за его пределами: левые популисты воспевают писсуар как символ прогресса и общественной гигиены, правые и клерикалы требуют его немедленного закрытия, как разрушающего общественную мораль и устои общества. В конце концов споры вокруг деревенского писсуара приводят даже к отставкам среди парижских министров.

## Прообраз Клошмерля

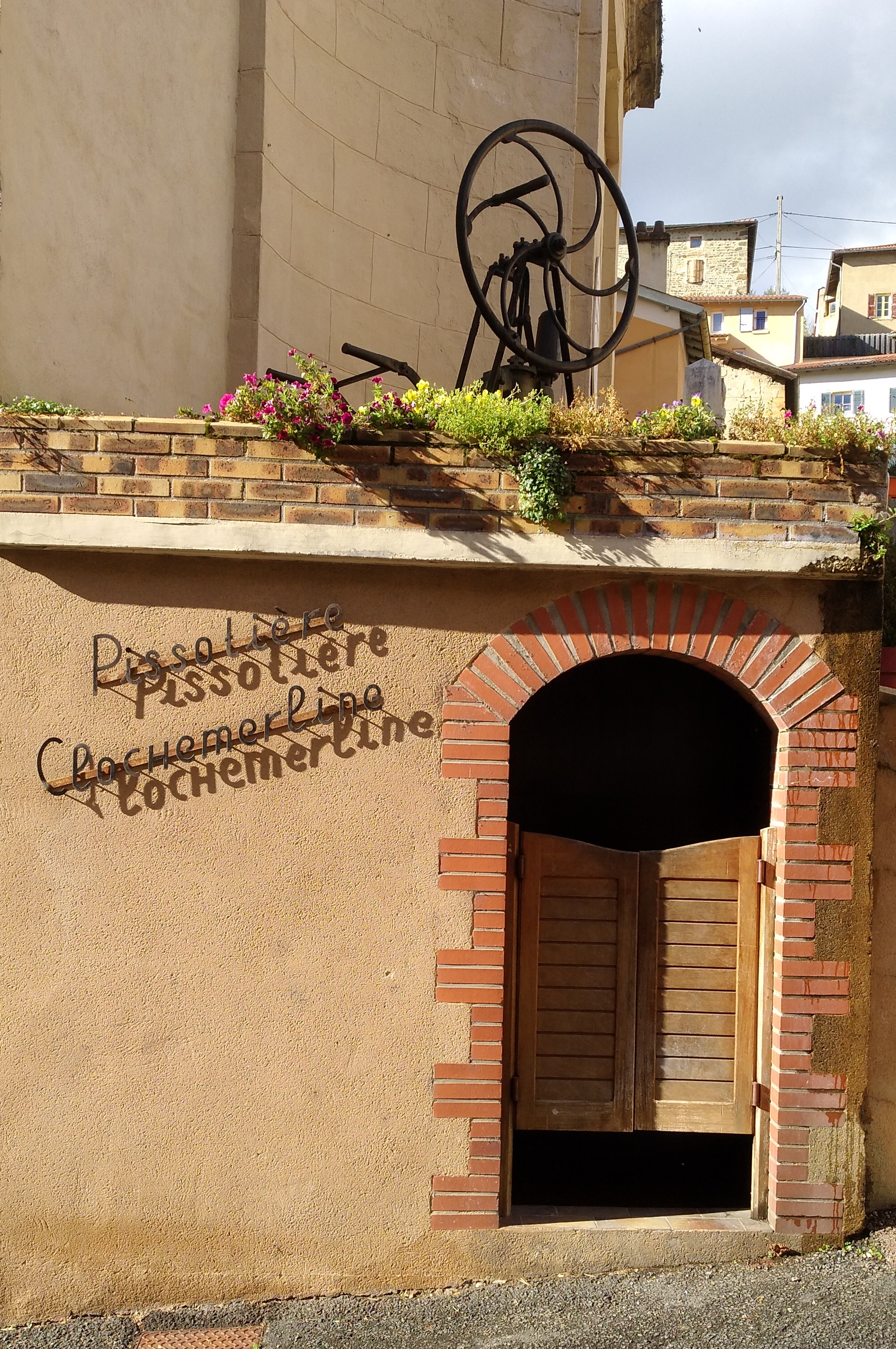
«Клошмерльский писсуар» — туристический объект Во-ан-Божоле

Прообразом Клошмерля-ан-Божоле принято считать деревушку Во-ан-Божоле в департаменте Рона. В 1957 году для привлечения туристов здесь был установлен «Клошмерльский писсуар», а в 2012 году открыта огромная фреска, изображающая всех персонажей романа. Ежегодно Во-ан-Божоле посещают около 120 000 туристов.

## Продолжения
Габриэль Шевалье написал два продолжения к своему знаменитому роману:
- «Клошмерль Вавилон» (фр. Clochemerle Babylone, 1951)
- «Курорт Клошмерль» (фр. Clochemerle-les-Bains, 1963)

## Издания на русском языке
Роман был единственный раз издан на русском языке в переводе О. Тарасенкова и Л. Григорьяна в 1988 году в издательстве «Художественная литература».

## Экранизации
Роман был дважды экранизирован, обе экранизации сохранили название первоисточника: в 1947 (режиссёр Пьер Шеналь, в главных ролях Жан Брошар, Джейн Маркен, Сатюрнен Фабр) и в 2004 году (режиссёр Даниэль Лоссе, в главных ролях Бернар-Пьер Доннадьё, Жером Анжер, Жан-Франсуа Дерек и другие). На русском языке фильмы 1947 и 2004 годов назывались «Скандал в Клошмерле».
Кроме того, в 1957 году по продолжению романа «Клошмерль Вавилон» был снят фильм «Безработный из Клошмерля» (фр. Le Chômeur de Clochemerle; режиссёр Жан Буайе, в главных ролях Фернандель, Жинетт Леклерк, Мария Мобан и другие).